# Terme Banovci
Terme Banovci je zdravilišče v Banovcih. Začelo je delovati leta 1968 kot lokalno kopališče. Ima okoli 50 zaposlenih.

## Lastništvo
Terme so bile del skupine Sava Hotels & Resorts. Tržili so jih kot manjšo in umirjeno lokacijo.
Leta 2019 jih je Sava Turizem prodala podjetju Karba mge – montažni gradbeni elementi, ki ga vodi Srečko Karba. Takrat je direktorica postala Lea Hofman, ki je pred tem vodila Terme 3000. Razlog za prodajo so bili Savini dolgovi. Sava Turizem je maja 2019 za namen prodaje z minimalnim osnovnim kapitalom ustanovila podjetje Terme Banovci in za direktorja imenovala Igorja Magdiča. Na podjetje je prenesla oddeljeno premično in nepremično premoženje, namenjeno prodaji. Podjetje Karba je plačalo 4,6 milijonov evrov, ki jih je dobilo s prodajo hotela Slovenija v Rogaški Slatini.

## Nastanitveni objekti in ponudba za goste
Pod okrilje term sodijo hotel (24 sob) in hotelsko naselje (130 postelj) s tremi zvezdicami ter klasični in nudistični kamp. Ponujajo kopanje v bazenih z navadno in termalno vodo.